# Strada provinciale 23 Serradifalco-Mussomeli
La strada provinciale 23 Serradifalco-Mussomeli (SP 23) è una strada provinciale della provincia di Caltanissetta. Lungo il suo percorso attraversa gli abitati di Montedoro e Bompensiere; per tale motivo nei documenti ufficiali è indicata come Serradifalco-Montedoro-Bompensiere-Mussomeli.

## Storia
La strada fu realizzata a cavallo tra l'Ottocento e il Novecento in un arco di tempo che copre più di sessant'anni. Inizialmente, con regio decreto-legge del 18 luglio 1867, venne prevista una strada provinciale che avrebbe collegato Montedoro a Serradifalco, e che venne costruita tra il 1868 e il 1871 dal comune di Montedoro con fondi provinciali.
Con la legge 333 del 23 luglio 1881 fu dichiarata provinciale anche la strada da realizzare tra Montedoro e Mussomeli passando per Bompensiere. Il primo tratto, fino a Bompensiere, venne costruito dalla provincia nel 1906; il secondo tratto, fino a Mussomeli, venne costruito dal Genio Civile dopo il 1928, anno cui risale il progetto esecutivo riferito a questo tratto.
A partire dal 1970 e per tutti gli anni settanta, è stata oggetto di lavori di ammodernamento durante i quali sono state realizzate varianti plano-altimetriche lungo tutto il tracciato.
Nel 2014 l'amministrazione provinciale, nell'ambito della riorganizzazione della classificazione funzionale della propria viabilità, ha classificato la strada come extraurbana secondaria a traffico limitato (categoria C2), e l'ha suddivisa in due tratte – Serradifalco-Bompensiere e Bompensiere-Mussomeli – in modo che ciascuna tratta ricadesse in una singola area di pertinenza individuata dalla provincia stessa.

## Percorso
La strada si sviluppa per 35,2 km (poi ridotti a 33,7) lungo un itinerario che attraversa i comuni di Serradifalco, Montedoro, Bompensiere e Mussomeli.
Tra Serradifalco e Montedoro la strada si protende verso sud, fino a lambire il confine con la provincia di Agrigento nei pressi del ponte sul fiume Gallodoro, per proseguire verso nord raggiungendo e attraversando l'abitato di Montedoro. In questo primo tratto si trovano il bivio con la SPC 73 per Canicattì e il bivio con la strada provinciale 39 per Racalmuto. Dopo Montedoro, alcuni tornanti consentono di raggiungere il fondovalle; la strada poi risale incontrando prima il bivio con la strada provinciale 24 per Milena, ed entrando poi nel centro di Bompensiere.
Da qui prosegue verso nord, superando nuovamente il fiume Gallodoro e intercettando per un breve tratto il tracciato del fiume Salito; più avanti vi si innestano la strada provinciale 132 per Sutera, la strada provinciale 38 per Serradifalco e San Cataldo e la strada provinciale 208 per Mussomeli. Continua quindi verso nord su un tracciato in salita e particolarmente tortuoso finché presso Piano Calandra devia verso ovest e raggiunge infine Mussomeli, innestandosi sulla strada provinciale 16 alle porte del paese.

## Strada provinciale 23 bis SS 122-Stazione di Serradifalco
La strada provinciale 23 bis (SP 23 bis) SS 122-Stazione di Serradifalco è una breve strada provinciale della provincia di Caltanissetta.
Si tratta della via di accesso alla stazione di Serradifalco, sulla linea ferroviaria Caltanissetta-Canicattì: la strada ha origine sulla strada statale 122 Agrigentina e termina dopo poco più di seicento metri sul piazzale antistante la stazione.
A dispetto del nome, la strada non è collegata alla SP 23.